# Cambot
Cambot is een personage uit de Amerikaanse sciencefiction/comedy-televisieserie Mystery Science Theater 3000 (MST3K). Cambot is een robot, uitgerust met een camera. Door zijn 'oog' kijken kijkers zogenaamd naar gebeurtenissen op de Satellite of Love.

## Uiterlijk
Cambot wordt enkel gezien tijdens de "Robot Roll Call" in het openingsfilmpje. Hierbij staat zijn naam vaak in spiegelbeeld geschreven, vermoedelijk om de indruk te wekken dat Cambot hier zichzelf filmt via een spiegel. Zijn uiterlijk werd bij elke heropname van het openingsfilmpje aangepast. Dit vooral omdat de cambotpop niet werd gebruikt voor de afleveringen zelf, en het dus niet nodig was hem te bewaren.
Aanvankelijk was Cambot een robot die een camera bediende, maar later werd hij aangepast naar een robot/camera hybride. In seizoen 1 leek hij op een camera versie van Gypsy. In seizoen 2 was zijn uiterlijk meer zoals dat van een typische filmcamera. Zijn bekendste uiterlijk doet denken aan een ronde webcam.

## Overzicht
Cambot kan overal in de satelliet komen, en legt alle gebeurtenissen vast. Cambot kijkt ook naar de films in de filmzaal, daar hij registreert hoe Joel, Crow en Tom reageren op de film van de dag. Cambot lijkt totaal geen last te hebben van het slechte niveau van de films, en doet dan ook niet mee met het bespotten ervan. Slechts tweemaal was Cambot betrokken bij de films: de eerste keer was tijdens de film Danger!! Death Ray. Hierin werd het Cambot duidelijk te veel toen de held een aantal camera's vernielde. De tweede keer was in The Sidehackers, toen Cambot tijdens een van de racescènes een scorekaart in beeld toonde.
Cambot heeft ook direct contact met "rocket number 9" (raket nummer 9), een externe camera die filmt wat er buiten de Satellite of Love gaande is. Als Joel, Mike of de robots willen weten wat er buiten gaande is, geven ze Cambot altijd het bevel "Give me rocket number nine".
Aangenomen wordt dat Cambot ook voor het videocontact met de Mads zorgt aangezien Joel/Mike en de robots altijd recht in de camera kijken indien ze met de Mads praten, en dit niet via het zeshoekige scherm achter hen doen zoals bij communicatie met andere personages.
Cambot heeft maar weinig contact met de andere personages in de serie. Wel ondersteund hij de tussenstukjes met muziek en videoclips. Eenmaal leverde hij zelf commentaar op een film middels een tekst die opeens in beeld verscheen. Cambot wordt alleen door de anderen aangesproken wanneer ze de fanmail aan het doorlezen zijn.
In de serie zelf praat Cambot nooit, maar aangenomen wordt dat de stem die in het openingsfilmpje alle personages voorstelt van hem is.

## Verwijzingen
- Een website om zelf een "Cambot" te maken

Personages: Joel Robinson · Mike Nelson · Crow T. Robot · Tom Servo · Gypsy · Cambot · Magic Voice · Dr. Clayton Forrester · Dr. Laurence Erhardt · TV's Frank · Pearl Forrester · Professor Bobo · Observer

Plaatsen: Satellite of Love · Deep 13 · Castle Forrester

Media: Afleveringen · specials · De film · internetserie

Spin-offs: RiffTrax · The Film Crew · Cinematic Titanic